# Jerome Listecki

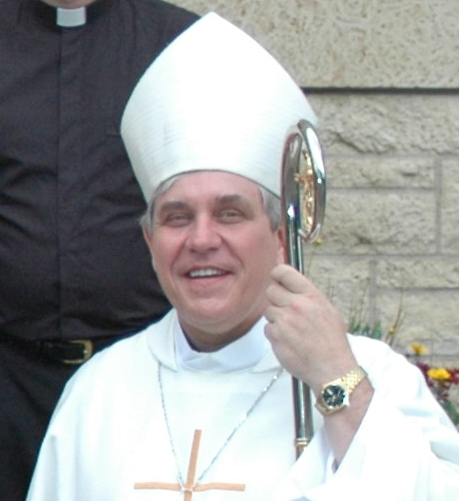
Erzbischof Jerome Listecki

Wappen von Erzbischof Jerome Listecki

Jerome Edward Listecki (* 12. März 1949 in Chicago) ist ein US-amerikanischer Geistlicher und emeritierter römisch-katholischer Erzbischof von Milwaukee.

## Leben
Jerome Listecki empfing am 14. Mai 1975 durch den Erzbischof von Chicago, John Kardinal Cody, das Sakrament der Priesterweihe.
Am 7. November 2000 ernannte ihn Papst Johannes Paul II. zum Titularbischof von Nara und zum Weihbischof in Chicago. Der Erzbischof von Chicago, Francis Kardinal George OMI, spendete ihm am 8. Januar 2001 die Bischofsweihe; Mitkonsekratoren waren der Erzbischof von Portland in Oregon, John George Vlazny, und der Erzbischof von Kansas City, James Patrick Keleher. Am 29. Dezember 2004 ernannte ihn Johannes Paul II. zum Bischof von La Crosse. Die Amtseinführung erfolgte am 1. März 2005. Am 14. November 2009 ernannte ihn Papst Benedikt XVI. zum Erzbischof von Milwaukee. Die Amtseinführung fand am 4. Januar 2010 statt.
Papst Franziskus nahm am 4. November 2024 das altersbedingte Rücktrittsgesuch von Jerome Listecki an.